# 3-氨基乙酰苯胺
3-氨基乙酰苯胺（也称为间氨基乙酰苯胺）是一种有机化合物，化学式C8H10N2O，是氨基乙酰苯胺的三种同分异构体之一，是曲美替尼等许多杂环化合物合成的中间体。